# سعدالدوله توس
سعدالدوله توس یا مَلِکْ توس سی و پنجمین فرمانروای دودمان پادوسپانیان بود که میان سال‌های ۷۸۲ تا ۸۰۷ هجری در رویان حکومت داشت. دوران سردمداری وی به دو دوره تقسیم می‌شود؛ از ۷۸۲ تا ۷۹۲، به مدت ده سال، صرفاً ملک پادوسپانیان بود ولی در اثر تازش مرعشیان قلمروی نداشت و از ۷۹۲ تا ۸۰۷ هجری، که به مدت پانزده سال، بر رستمدار تسلط کامل یافت.

## زندگی‌نامه

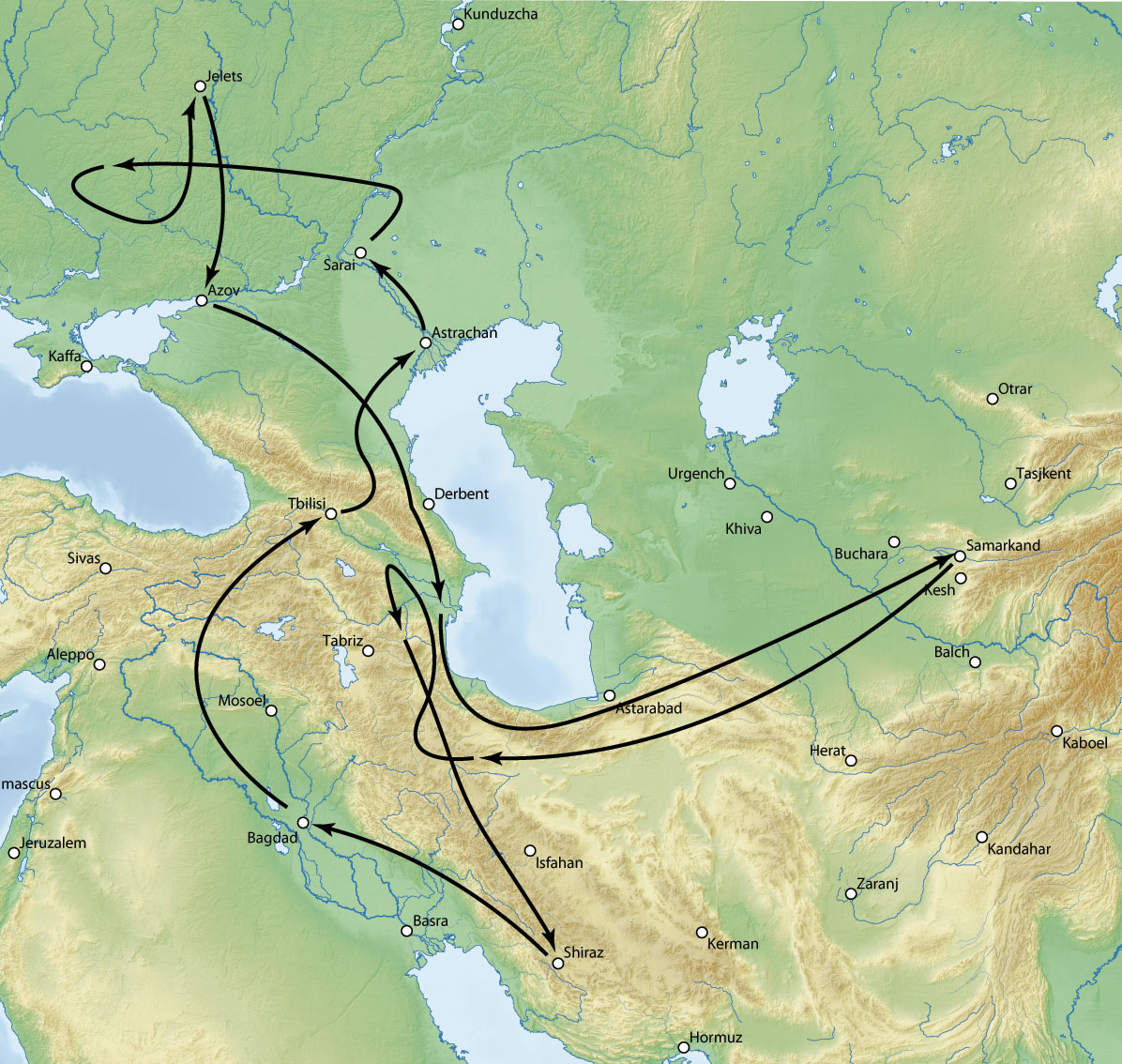
مسیر یورش تیمور لنگ

ملک توس کوچک‌ترین فرزند تاج‌الدوله زیار بود و در زمان مرگ پدرش خردسال بود.
پس از آن که ملک قباد توسط مرعشیان، در جنگ کشته شد، ملک توس به سردمداری پادوسپانیان رسید. او، که در این هنگام حدود پنجاه سال سن داشت، به جای ادامه دادن نبرد با مرعشیان، در مناطقی که دست درویشان به او نمی‌رسید، زندگیش را ادامه داد و از تجاوز متقابل صرف نظر کرد. ملک توس با جابه‌جایی‌های پیاپی مانع از آن می‌شد که درویشان بتوانند او را دستگیر کنند؛ لذا علی‌رغم گستردگی لشکرکشی‌های فخرالدین مرعشی و تصرف مناطق بسیاری در غرب مازندران و حتی البرز جنوبی، هیچ‌گاه ملک توس با او مواجه نشد.
در محرم سال ۷۸۴ هجری میربزرگ، رهبر مرعشیان، درگذشت و پس از مدتی تیمور گورکانی در سال ۷۸۶ هجری به جرجان و سپس مازندران آمد. در این اردوکشی تیمور به مرعشیان تعرض نکرد ولی پس از چند سال، در ۷۹۲ هجری، با تحریک اسکندر شیخی، تیمور به قلمرو مرعشیان هجوم آورد. سادات مرعشی پس از یورش تیمور، قلمرو پیشین پادوسپانیان را به ملک توس واگذار کردند، تا مانع از پیوستن او به جبههٔ دشمن شوند. با این حال ملک توس، از راه سمنان و دامغان، به اردوی تیمور در استرآباد رفت و اعلان اطاعت کرد. سرانجام تیمور در نبرد قراطوغان مرعشیان را شکست داد و در ۲۶ ذی‌القعده ۷۹۴ هجری مازندران به متصرفات تیموریان پیوست.
تیمور پس از آنکه سادات را به اسارت گرفت، در فکر توجیه اعمال خلاف ادعاهای خویش، در احترام گذاردن به اهل‌بیت بود، لذا نقشهٔ جدیدی طراحی کرد و زمانی که اسکندر چلاوی نزد تیمور رفته و تقاضای قصاص خون پدرش (کیا افراسیاب چلاوی) را کرد، تیمور پاسخ به وی گفت: «این‌ها تنها خونی تو نیستند، ملک رویان را نیز اینان کشته‌اند. ملک طوس را نیز حاضر گردانید تا خونی او با او سپرده شود، تا قصاص بکند.»
پس از حاضر شدن ملک توس، تیمور از او خواست تا آن کس را که خونی اوست، قصاص نماید. ملک توس، با این عمل مخالفت کرد و گفت:
ایشان هیچ‌کدامین مردم ما را قتل نکرده‌اند که بر ما قصاص لازم آید شرعاً، زیرا که در صف هیجاء تیری از نوکران ایشان برکسان ما آمده مرده‌اند یا به شمشیری مجهول به شرف هلاک پیوسته باشند. عجب اگر این قتل را قصاص جایز باشد و دیگر آن که ایشان سیداند، هر که ایشان را بکشد فردا روز قیامت یقین در پهلوی یزید لعین باید استادن و سؤال ایزدی را جواب دادن و مرا طاقت شرکت یزید نیست. باقی شما حاکمید.
امیر تیمور گورکانی، چون این سخنان را شنید، به ملک سعدالدوله گفت:
رحمت بر تو باد که مرا و خود را از آتش دوزخ نجات دادی لعنت بر اسکندر شیخی که می‌خواست، مرا همعنان خویش، به نار جحیم رساند.
سپس اسکندر چلاوی و چند تن دیگر، «رشانقه» را از «سادات» جدا کرد و به دستور تیمور هر کس که سید نبود را، «قتل‌عام» نمودند. تیمور پس از آن، برای اینکه مرعشیان دوباره به حکومت نرسند و منطقه را دچار شورش نکنند و همچنین برای آنکه آن‌ها را تحت نظر داشته باشد، فرمان داد سادات را به فرارود، مرکز حکومتش، انتقال دهند. به فرمان تیمور همهٔ مرعشیان را در کشتی نشانده و به فرارود بردند. چنان‌که کمال‌الدین را به خوارزم، مرتضی و عبدالله را به چاچ، فخرالدین را به کاشغر و زین‌العابدین را به سیرام تبعید کردند. تیمور نیز پس از تبعید سادات مرعشی، حکومت ساری را به جمشید قارن غوری و آمل را به اسکندر شیخی و رستمدار را به ملک طوس و نور را به ملک کیومرث اهدا نمود.